# Коссали, Пьетро
Пьетро Коссали (итал. Pietro Cossali; 1748, Верона — 1815, Падуя) — итальянский математик, физик и астроном.

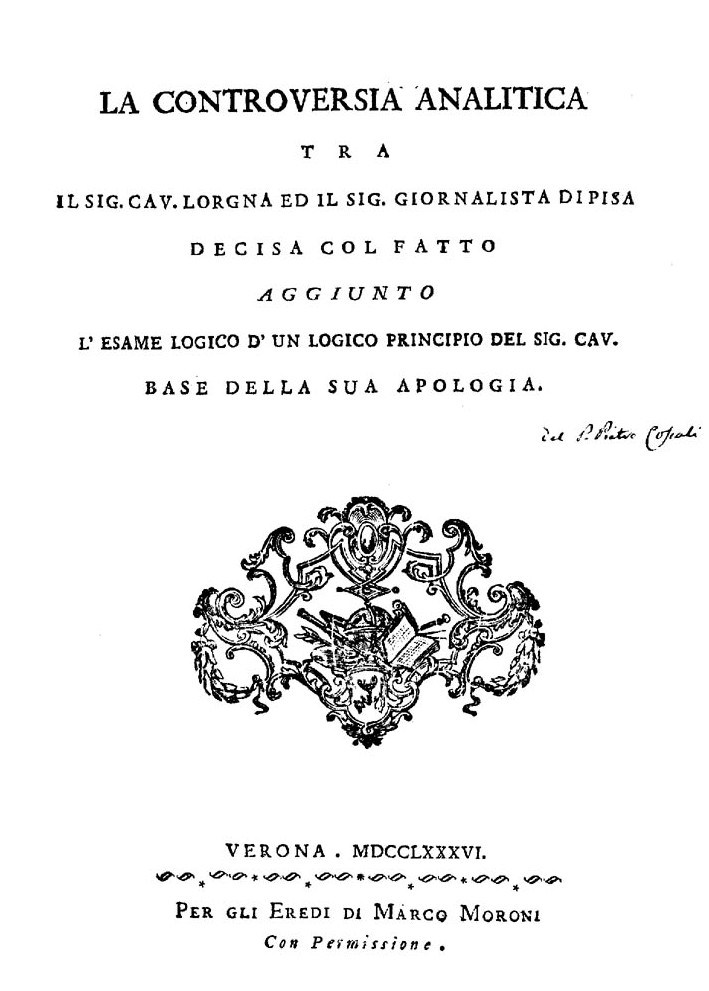
Controversia analitica, 1786

В 1787—1805 годах преподавал физику в Пармском университете. В 1805 году Наполеон I назначил Коссали профессором высшего анализа в Падуанском университете.
В 1797—1799 годах Коссали написал работу «Происхождение алгебры, её появление в Италии и ранний прогресс там» (итал. Origine, transporto in Italia, primi progressi in essa dell'algebra), которая описывает математические достижения от появления алгебры в Италии благодаря Фибоначчи до исследований casus irreducibilis в XVIII веке. Эта работа может считаться первой профессиональной работой по истории математики в Италии. В ней он исправляет некоторые ошибки в изложении истории итальянской математики, ранее допущенные Гуа де Мальвесом, Джоном Валлисом и Жаном Этьеном Монтюкла, хотя одновременно некоторые результаты, полученные в неохваченный источниками период между Фибоначчи и Лукой Пачоли, Косалли ошибочно приписывает Пачоли.
Помимо работ по математике и её истории, также писал работы по астрономии, которые были опубликованы в журнале «Ephémérides astronomiques».